# Willerby (East Riding of Yorkshire)
Willerby is een civil parish in het bestuurlijke gebied East Riding of Yorkshire, in het Engelse graafschap East Riding of Yorkshire met 7940 inwoners.